# 耶卜鲁德
耶卜鲁德（羅馬化：Yabrūd）是敘利亞大马士革农村省的城市，位於該國西南部，距離首都大馬士革80公里，毗鄰與黎巴嫩接壤的邊境，海拔高度1,550米，2009年人口45,257。

## 外部連結
- Syriagate.com information about Yabroud
- Yabroud Online （页面存档备份，存于） Official website of Yabrud.
- https://web.archive.org/web/20120320152642/http://yabroud4dev.sy/ بوابة المجتمع المحلي لمدينة يبرود - سوري